# Sông Mersey (Liverpool)
Sông Mersey là một con sông tại tây bắc Anh. Sông dài 113 km, kéo dài từ Stockport, Đại Manchester, và kết thúc tại vịnh Liverpool, Merseyside. Trong nhiều thế kỷ, hình thành một phần của sự phân chia hạt cổ đại giữa Lancashire và Cheshire.
Sông Mersey được hình thành từ ba nhánh: sông Etherow, sông Goyt, và sông Tame. Ngày nay người ta chấp nhận sông bắt đầu từ chỗ hợp lưu của Tame và Goyt, ở trung tâm Stockport, Đại Manchester. Tuy nhiên, các định nghĩa cũ, và bản đồ cũ, nơi bắt đầu của nó một vài dặm lên Goyt, ví dụ năm Encyclopædia Britannica 1911 "Nó được hình thành bởi các đường giao nhau của các Goyt và Etherow một khoảng cách ngắn dưới đây Marple ở Cheshire vào ngày đầu tiên -đặt tên là suối. "1784 John Stockdale bản đồ cho thấy sông Mersey mở rộng đến Mottram, và hình thành ranh giới giữa Cheshire và Derbyshire.

## Nhánh sông

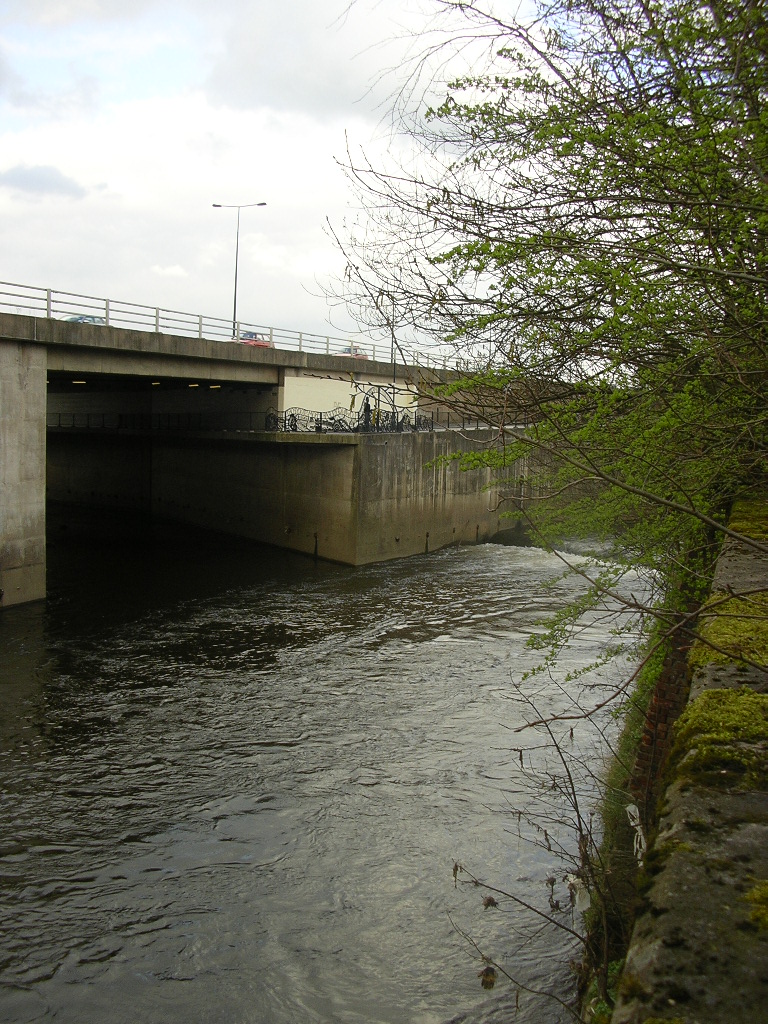
The River Tame (left) and the River Goyt (right) meeting to form the Mersey in Stockport

From its lowest point, moving upstream, confluences and tributaries of the Mersey catchment include:
- The Birket
  - River Fender
    - Prenton Brook

  - Arrowe Brook
    - Greasby Brook
      - Newton Brook
- River Dibbin
  - Clatter Brook
- River Gowy
- Hornsmill Brook
- River Weaver
  - River Dane
    - River Wheelock
    - River Croco
- Ram's Brook
- Bowers Brook
- Sankey Brook
- Padgate Brook
- Morris Brook
- Spittle Brook
- Thelwall Brook
- Fishington Brook
- River Bollin
  - River Dean
- Marsh Brook
- Red Brook
- Glaze Brook/River Glaze
- River Irwell
  - River Medlock
  - River Roch
    - River Beal
    - River Spodden

  - River Irk
  - River Croal
- Old Eea Brook
- Stromford Brook
- Chorlton Brook
- Barrow Brook
- Gatley Brook
- Micker Brook
- River Tame
- River Goyt
  - River Etherow
  - River Sett
    - River Kinder